# Lophocorona
Лофокоро́на (лат. Lophocorona) — род чешуекрылых, единственный в семействе Lophocoronidae, надсемействе Lophocoronoidea и инфраотряде Lophocoronina. Эти мелкие, порядка 1,5 см в размахе крыльев, примитивные бабочки встречаются только в Австралии, хотя в ископаемом состоянии семейство известно из бирманского янтаря. Жилкование крыльев гомоневральное. Образ жизни неизвестен, но прокалывающий яйцеклад самок, аналогичный таковому Eriocraniidae, заставляет предполагать, что гусеницы могут минировать листья растений.  

## Классификация
Известно шесть видов (Common, 1990; Kristensen & Nielsen, 1996; Kristensen, 1999):
- Lophocorona astiptica
- Lophocorona commoni
- Lophocorona flavicosta
- Lophocorona melanora
- Lophocorona pediasiatypus
- Lophocorona robinsoni